# 大楷筆螺
大楷筆螺（学名：Nebularia hayashii）为筆螺科圓筆螺屬下的一个种。